# 葬式ポテト

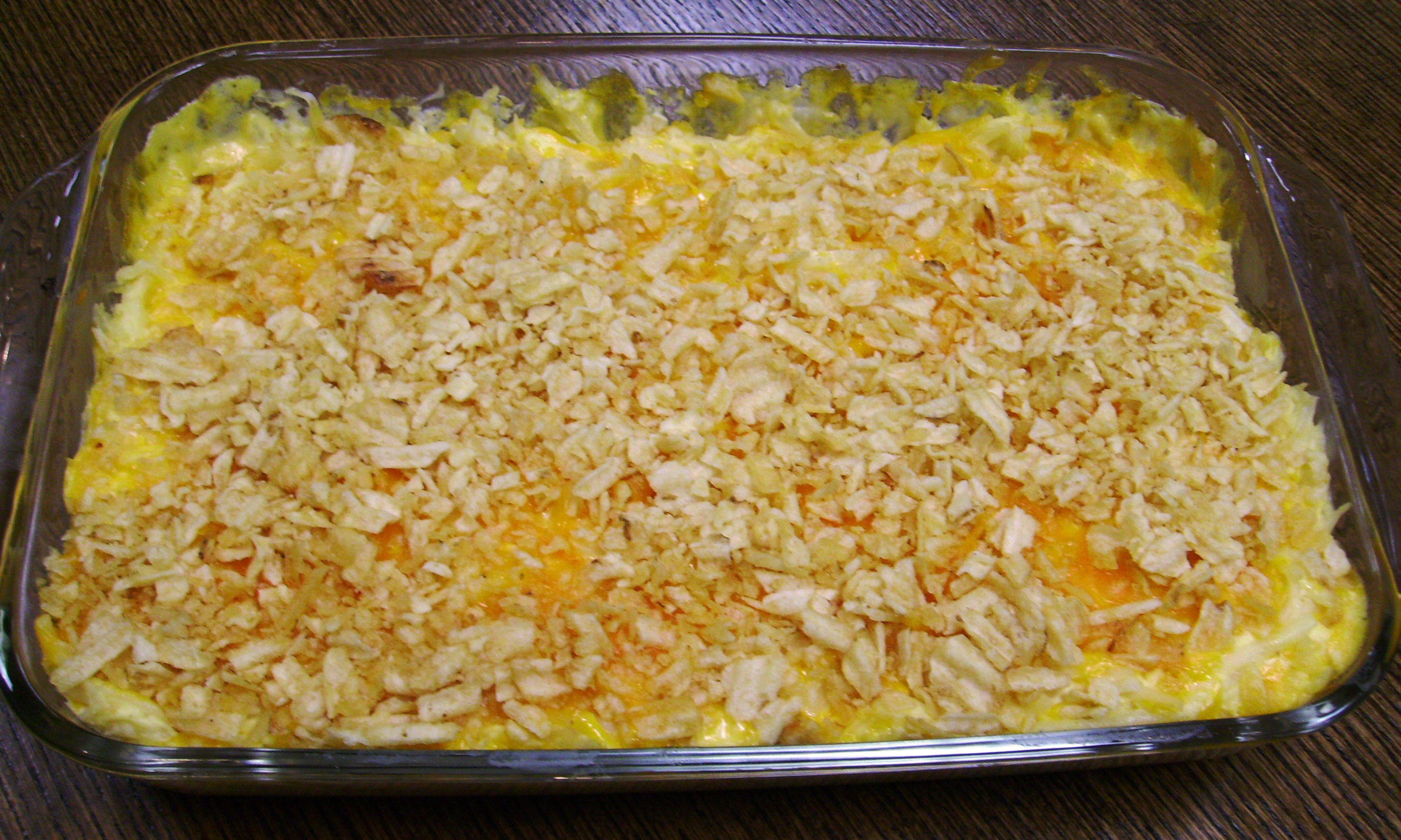
葬式ポテトの例

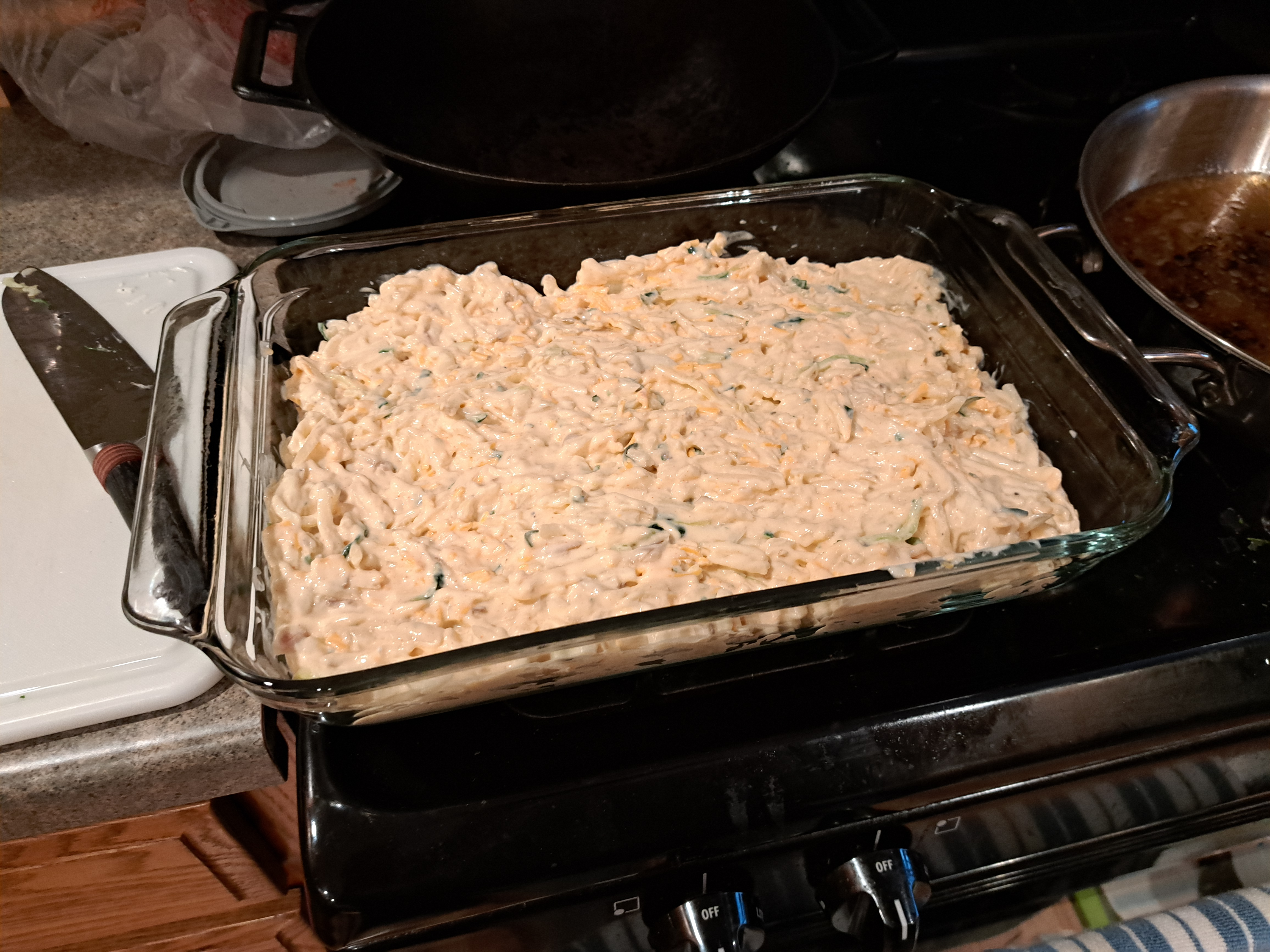
焼く前の葬式ポテト

葬式ポテト（そうしきポテト、英語: funeral potatoes）は、アメリカ合衆国ユタ州で食されている家庭料理、ジャガイモを用いたキャセロール料理である。
キャセロール料理の代表例にも挙げられる。同様の料理をアメリカ南部ではチーズポテトキャセロール、ポットラックポテトと呼ぶ。
家庭料理であるため、使用される材料やレシピは様々であるが、概ねハッシュドポテト、細かく切ったチーズ、チキンクリームスープを混ぜ合わせてキャセロール鍋に入れ、表面にコーンフレークを振りかけてオーブンで焼いた料理である。クリーミーな表面にコーンフレークのサクサクとした食感が特徴である。チキンクリームスープにはキャンベルの缶詰などを用いることも多い。セレーナ・ゴメスも母が作る葬式ポテトを好物料理として挙げている。
キャセロール料理であるため、簡単に大人数分が作れる料理である。ユタ州を含むアメリカの山岳地帯西部では、葬式の際には多くの人が集まり食事をする習慣がある。この際によく登場する。名称も、こういったところから呼ばれるようになった。また、ユタ州にはモルモン教の信者も多く、教会やコミュニティで頻繁に開催されるイベントの際にも大人数に提供できる葬式ポテトのような料理は人々に喜ばれるため、定着が進んだとされる。料理名としては、ユーモラスであり、親しみやすいために記憶に残りやすいといったことからも、広まった。
ユタ州に発祥するローカルレストランチェーンでは、葬式ポテトがサイドメニューやアペタイザーとして提供されていることも多い。なお、ユタ州はモルモン教の価値観が州法などにも影響している関係から、そういったローカルレストランチェーンではアルコール飲料を提供していないことも多い。